# Vent du soir
Vent du soir est le huitième album de la série Les Bidochon créée par Christian Binet, paru en 1986.

## Synopsis
Scènes de la vie de tous les jours et de toutes les nuits d'un couple de Français moyens.

## Commentaires
La vie n'est pas facile au quotidien : les odeurs de Robert, la naïveté de Raymonde, les bouderies de Robert, les crises de larmes de Raymonde.

## Couverture
Après avoir ouvert la vitre, Raymonde passe un désodorisant parfumé aux lilas dans la chambre du couple. Robert, très certainement responsable des mauvaises odeurs, reste stoïque dans le lit conjugal.